# Roques (Alto Garona)
Roques (em occitano:  Ròcas de Garona) é uma comuna francesa na região administrativa da Occitânia, no departamento do Alto Garona. Estende-se por uma área de 9.3 km², com 4.654 habitantes, segundo o censo de 2018, com uma densidade de 500 hab/km².